# Penoperculoides
Penoperculoides, en ocasiones erróneamente denominado Penoperculinoides, es un género de foraminífero bentónico de la subfamilia Lepidorbitoidinae, de la familia Lepidorbitoididae, de la superfamilia Orbitoidoidea, del suborden Rotaliina y del orden Rotaliida. Su especie tipo es Penoperculoides cubensis. Su rango cronoestratigráfico abarca el Luteciense (Eoceno medio).

## Clasificación
Penoperculoides incluye a la siguiente especie:
- Penoperculoides cubensis